# Немировский сельсовет
Немировский сельсовет — упразднённая административно-территориальная единица, существовавшая на территории Московской губернии и Московской области до 1939 года.
Немировский с/с возник в первые годы советской власти. По состоянию на 1919 год он входил в Хотебцовскую волость Рузского уезда Московской губернии.
27 февраля 1922 года Хотебцовская волость была передана в Можайский уезд.
В 1927 года из Немировского с/с был выделен Грулёвский с/с.
По данным 1926 года в состав сельсовета входили 8 населённых пунктов — Немирово, Вейно, Грули, Екатериновка, Притыкино, Пупки, Самошкино, Чередово, а также 1 хутор.
В 1929 году Немировский с/с был отнесён к Новопетровскому району Московского округа Московской области.
20 мая 1930 года Немировский с/с был передан в Волоколамский район. В то время в его состав входили селения Немирово, Пупки и Притыкино.
4 января 1939 года Немировский с/с был передан в состав нового Осташёвского района.
17 июля 1939 года Немировский с/с был упразднён. При этом его территория была передана в Грулёвский с/с.